# Jewgeni Blochin
Jewgeni Anatoljewitsch Blochin (russisch Евгений Анатольевич Блохин; * 29. Mai 1979 in der Kasachischen SSR) ist ein ehemaliger kasachischer Eishockeyspieler, der zuletzt bei Barys Astana aus der Kontinentalen Hockey-Liga unter Vertrag stand.

## Karriere
Jewgeni Blochin begann seine Karriere als Eishockeyspieler beim HK Lada Toljatti, für dessen Profimannschaft er in der Saison 1996/97 sein Debüt in der russischen Superliga gab. Anschließend spielte er eine Spielzeit lang für dessen Ligarivalen Disel Pensa, ehe der Verteidiger jeweils drei Jahre lang bei Ischstal Ischewsk und Motor Barnaul in der Wysschaja Liga, der zweiten russischen Spielklasse, unter Vertrag stand. Zur Saison 2004/05 kehrte er in seine kasachische Heimat zurück, in der er für Kasachmys Karaganda parallel in der Wysschaja Liga, sowie der Kasachischen Meisterschaft auflief.
Von 2005 bis 2008 spielte Blochin für den HK MWD Twer, HK Dynamo Moskau, Metallurg Nowokusnezk und den HK Sibir Nowosibirsk in der Superliga. Zur Saison 2008/09 wechselte der Linksschütze zu Neftechimik Nischnekamsk aus der neu gegründeten Kontinentalen Hockey-Liga. In dieser gelangen ihm in insgesamt 35 Spielen zwei Tore und drei Vorlagen. Daraufhin wurde er vom HK Jugra Chanty-Mansijsk verpflichtet, mit dem er in der Saison 2009/10 auf Anhieb Zweitliga-Meister wurde und in die KHL aufstieg.
Nach zwei weiteren Jahren für Jugra in der KHL verließ Blochin den Verein im Mai 2012 und wechselte zusammen mit Pawel Worobjow zu Neftechimik Nischnekamsk. Dort hielt es ihn jedoch nur eine Spielzeit: Im Sommer 2013 wechselte er innerhalb der KHL zum kasachischen Spitzenklub Barys Astana und spielte dort bis zum Ende der Saison 2014/15.

### International
Für Kasachstan nahm Blochin an der U20-Junioren-Weltmeisterschaft 1999 teil. Des Weiteren stand er im Aufgebot seines Landes bei den A-Weltmeisterschaften 2005 und 2006 sowie bei den Olympischen Winterspielen 2006 in Turin. Nach fünf Jahren Länderspielpause trat Blochin bei den Winter-Asienspielen 2011 die im heimischen Land ausgetragen wurden, erstmals wieder für die kasachische Mannschaft an und gewann mit ihr durch eine 4:1-Erfolg im entscheidenden Spiel gegen Japan den Titel. 2013 wurde er sowohl für die Olympiaqualifikation, bei der die Kasachen durch eine knappe 2:3-Niederlage gegen die Gastgeber beim Turnier in Riga scheiterten, als auch für die die Division I der Weltmeisterschaft 2013, bei der die Rückkehr in die Top-Division gelang, nominiert.

## Erfolge und Auszeichnungen
- 2010 Aufstieg in die Kontinentale Hockey-Liga mit dem HK Jugra Chanty-Mansijsk
- 2011 Goldmedaille bei den Winter-Asienspielen
- 2013 Aufstieg in die Top-Division bei der Weltmeisterschaft der Division I, Gruppe A

## Statistik
(Stand: Ende der Saison 2013/14)